# Tarasa geranioides
Tarasa geranioides är en malvaväxtart som först beskrevs av Adelbert von Chamisso och Schlechtend., och fick sitt nu gällande namn av Antonio Krapovickas. Tarasa geranioides ingår i släktet Tarasa och familjen malvaväxter. Inga underarter finns listade i Catalogue of Life.